# Oreopanax sanderianus
Oreopanax sanderianus är en araliaväxtart som beskrevs av William Botting Hemsley. Oreopanax sanderianus ingår i släktet Oreopanax och familjen Araliaceae. Inga underarter finns listade.